# Carles Mani
Carles Mani i Roig (Mora de Ebro, 1866 - Barcelona, 1911) fue un escultor español.

## Biografía
Formado en Tarragona y Barcelona, amplió sus estudios en Madrid. En 1894-1895 viajó a París, donde quedó impresionado por el nuevo concepto escultórico introducido por Auguste Rodin; a causa de la miseria que pasaba tuvo que ser recogido por Santiago Rusiñol. Después volvió a Tarragona y a Madrid, donde se relacionó con el pintor Nicanor Piñole y los escritores de la Generación del 98 (Pío y Ricardo Baroja, Camilo Bargiela y Ramón del Valle-Inclán), que valoraron en él la audacia innovadora extrema que representó su obra Los degenerados (1901). Antes de volver a Barcelona, en 1906, tuvo que deshacer la obra, de medida natural, y rehacerla estando ya en Cataluña. La mostró en la Exposición Internacional de Arte de Barcelona de 1907, donde causó desconcierto. 
Antoni Gaudí le ofreció trabajo, y pasó a colaborar con él en la Casa Batlló, la Casa Milà y la Sagrada Familia. Toda su vida estuvo batallando para hacer un monumento a los héroes de Tarragona de 1811, del que hizo tres proyectos diferentes a lo largo de su vida. El Ayuntamiento de la ciudad convocó, por fin, un concurso para el monumento en 1910, y Mani fue convidado a participar, pero el premio fue para Julio Antonio. Murió a los cuatro días de la decisión del jurado.
De su obra quedan pocos ejemplos, si bien existen piezas que conocemos por fotografías de la época. La mayor parte de sus obras conocidas -de escultura y de dibujo- están en la Casa-Museo Gaudí, en el Parque Güell de Barcelona, donde destaca el modelo grande de los Degenerados, pero también hay obras suyas en el Museo de Historia de Tarragona, el Museo de Orense o el MNAC, que tiene otro esbozo, más pequeño, de su obra principal, que con sus deformaciones acentuadas y su trasfondo crítico resulta un claro precedente del Expresionismo y uno de los renovadores frustrados más evidentes de la escultura catalana.

## Galería

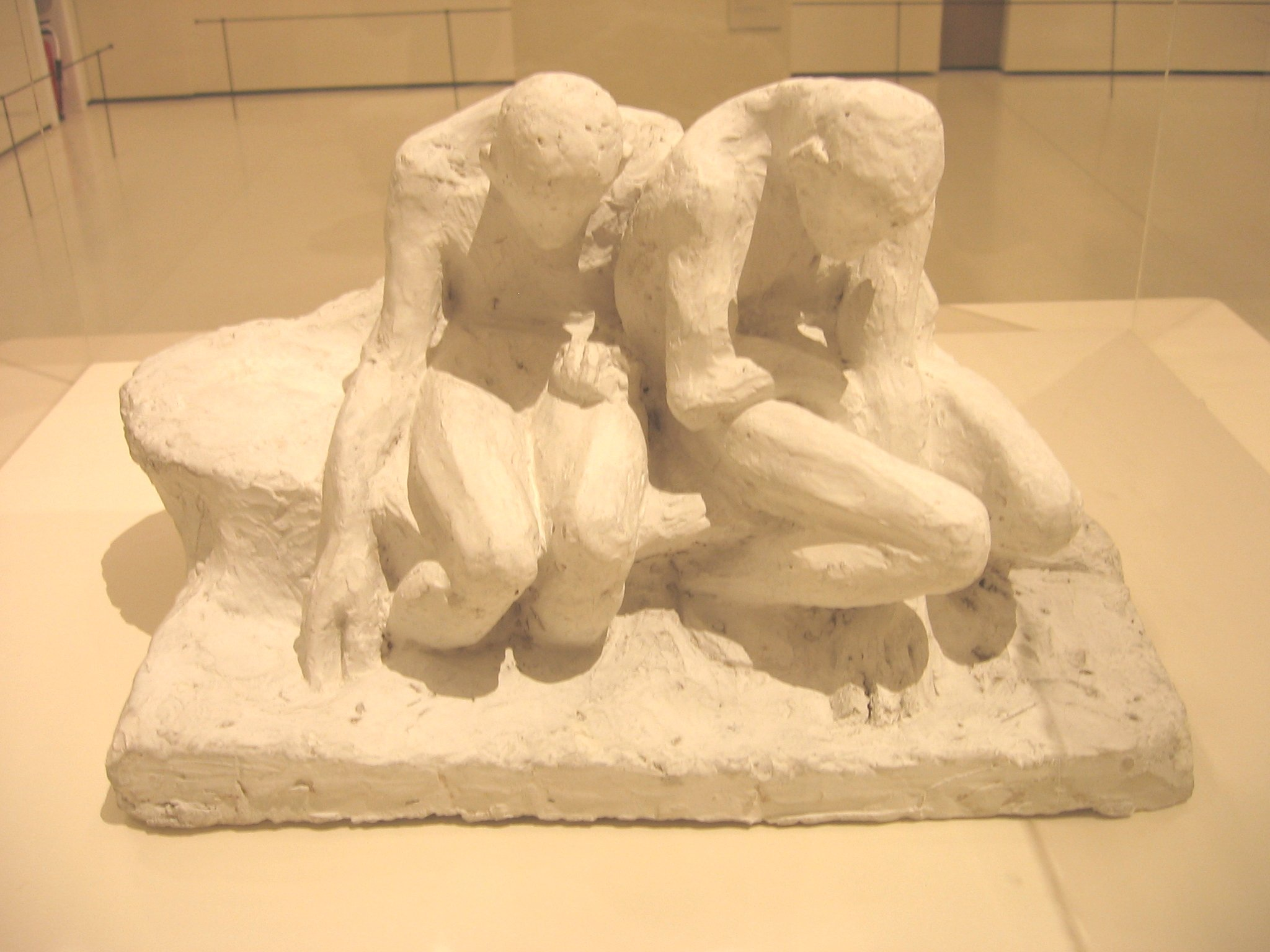
Los degenerados, 1891-1904, MNAC
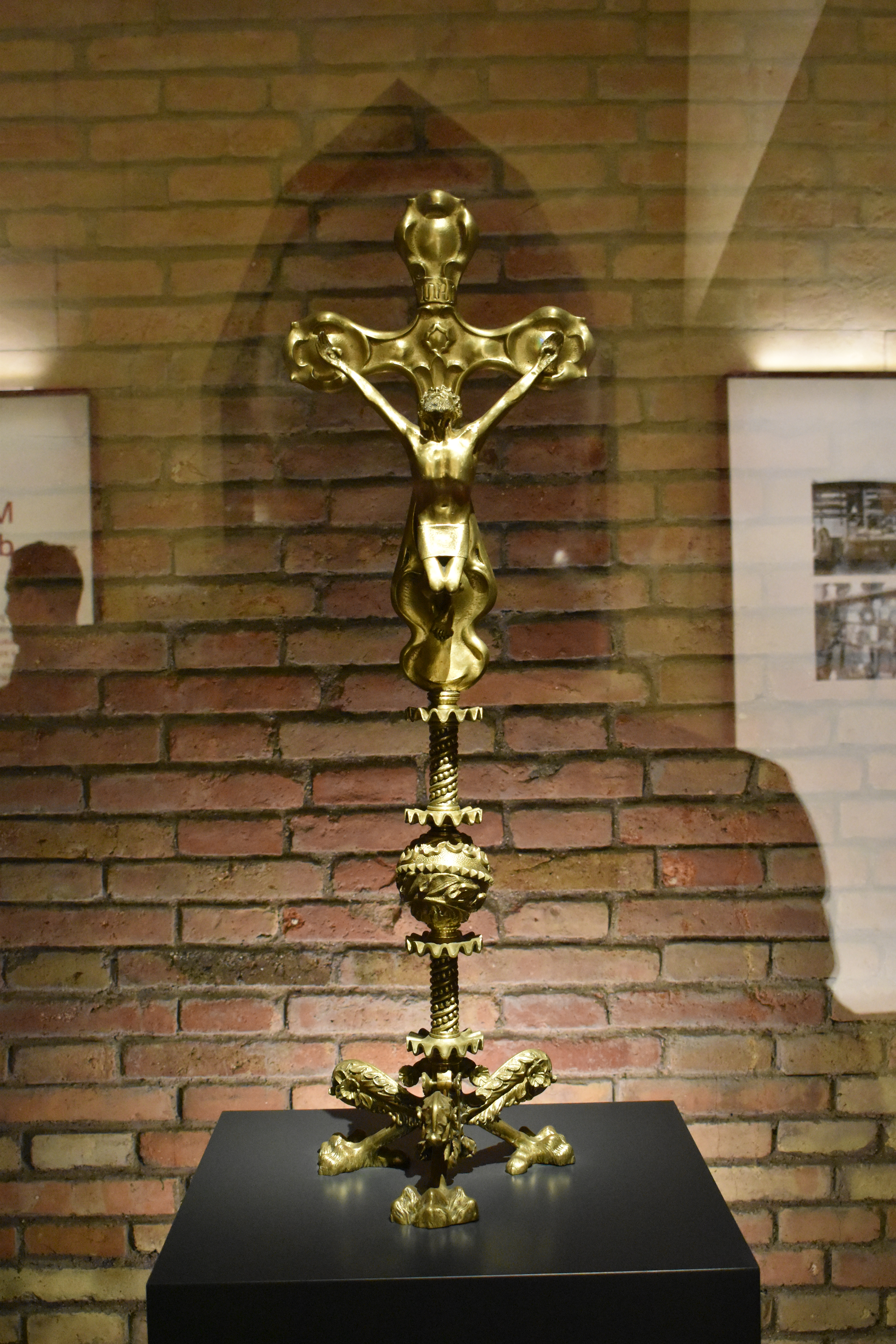
Crucifijo para el oratorio de la Casa Batlló